# Rohrdamm (metrostation)
Rohrdamm is een station van de metro van Berlijn, gelegen onder de Nonnendammallee, nabij de kruising met de Rohrdamm, in het Berlijnse stadsdeel Siemensstadt. Station Rohrdamm werd geopend op 1 oktober 1980 als voorlopig noordwestelijke eindpunt van lijn U7. Precies vier jaar later verlengde men deze lijn naar zijn huidige eindpunt Rathaus Spandau. Het metrostation bevindt zich op de grens tussen een groot industriegebied en de woonwijken van de Siemensstadt. De Rohrdamm (Buisweg) dankt zijn naam aan een belangrijke waterleiding, die sinds 1873 tussen het Scheepvaartkanaal Berlijn-Spandau en de Spree ligt en het tracé van de huidige weg volgt.
Voor het ontwerp van station Rohrdamm tekende architect Rainer Rümmler, die verantwoordelijk was vooral vrijwel alle naoorlogse stations op de U7. In Rümmlers werk spelen verwijzingen naar de omgeving een belangrijke rol en station Rohrdamm is hierop geen uitzondering. De industriële omgeving komt tot uitdrukking in afbeeldingen van buizen en tandraderen, die dicht opeen zijn aangebracht op aan de betonnen wanden bevestigde metaalplaten. Ook het dak draagt met in het zicht gelaten ophangingselementen voor de verlichting bij aan het industriële uiterlijk van het station. De zuilen op het perron zijn bekleed met de vooral in jaren zeventig in de Berlijnse metro populaire aluminiumplaten.
Station Rohrdamm heeft eilandperron met uitgangen aan beide uiteinden. Via een tussenverdieping bereikt men beide zijden van de Nonnendammallee ten westen van de kruising met de Rohrdamm. Het station is vooralsnog alleen toegankelijk via trappen en roltrappen, maar moet uiteindelijk zoals alle Berlijnse metrostations over een lift beschikken. Volgens de prioriteitenlijst van de Berlijnse Senaat zal de inbouw van een lift in het niet bijzonder drukke station Rohrdamm pas na 2010 plaatsvinden.